# Leon Tornikes

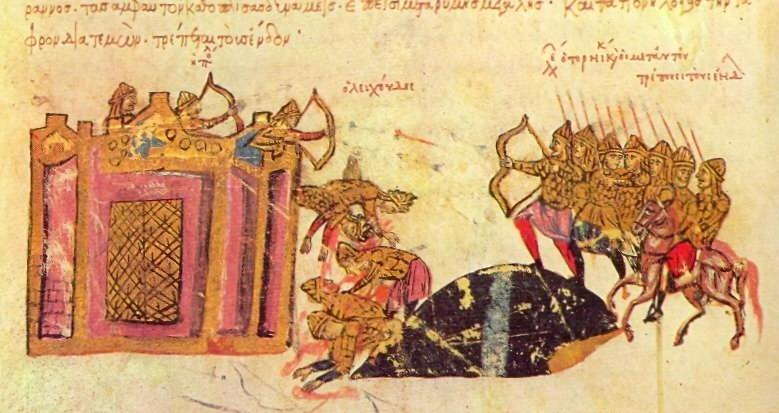
Leon Tornikes atakuje Konstantynopol

Leon Tornikes (grec. Λέων Τορνίκιος, zm. 2 grudnia 1047) – wódz i uzurpator bizantyński w 1047 roku.

## Życiorys
Jako strateg kierował jednym z temów armeńskich. W 1047 stanął na czele buntu w Adrianopolu, po czym ruszył na Konstantynopol. Brak zdecydowania uniemożliwił mu zdobycie miasta. Jego armia uległa rozkładowi. Został ujęty i oślepiony a następnie stracony, w stolicy. 